# Twiki
TWiki là một ứng dụng wiki dựa trên ngôn ngữ lập trình Perl.
Dự án TWiki được lập bởi Peter Thoeny vào năm 1998 như là một nền tảng ứng dụng dựa trên wiki mã nguồn mở. Vào tháng 10 năm 2008, công ty TWiki.net được thành lập bởi Thoeny, đảm nhận toàn quyền kiểm soát dự án TWiki .

## Các chức năng chính
- Kiểm soát việc sửa đổi - thực hiện giám sát lịch sử hoạt động, cũng như các dữ liệu dạng meta như file đính kèm và các thiết lập điều khiển truy cập.
- Kiểm soát truy cập chặt chẽ - hạn chế đọc/ghi/đổi tên theo cấp độ site, cấp độ web, cấp độ page dựa trên các nhóm người dùng.
- Ngôn ngữ đánh dấu có thể mở rộng TWiki
- TinyMCE dựa trên trình soạn thảo WYSIWYG
- Tạo các nội dung động với các biến của TWiki
- Các nội dung dạng Form và bản báo cáo, báo về nó bằng các trang tìm kiếm nhúng.
- Người dùng cơ sở dữ liệu có sẵn có thể tạo ra các ứng dụng wiki sử dụng ngôn ngữ đánh dấu TWiki
- Giao diện tùy biến
- Nguồn cấp RSS/Atom và thông báo email.
- Trên 400 tiện ích mở rộng (extension) và 200 plugin

### TWiki extension (Phần mở rộng của TWiki)
TWiki có một API plugin, đã tạo ra trên 300 extension liên quan tới các cơ sở dữ liệu, tạo ra các biểu đồ, tag, các bảng ngắn, viết các bảng biểu, tạo ra thư viện ảnh và slideshow, tạo ra các bản vẽ, viết blog, vẽ đồ thị, giao tiếp với nhiều bản xác minh, theo dõi các dự án Lập trình cực hạn...

### Platform ứng dụng TWiki
TWiki là một cấu trúc wiki cung cấp các trường thao tác kiểu cơ sở dữ liệu lưu trữ trên các trang, và cung cấp một ngôn ngữ truy vấn dạng SQL để nhúng vào các báo cáo trong các trang wiki.
and offers a SQL-like query language to embed reports in wiki pages.
Các ứng dụng Wiki còn được gọi là các ứng dụng tình huống vì chúng được tạo ra bốt phát bởi người dùng cho các nhu cầu rất cụ thể. Người dùng tạo ra các ứng dụng TWiki bao gồm các bảng trạng thái trung tâm, Task list, các hệ thống đánh giá, sổ tay hướng dẫn nhân viên, hệ thống tracker lỗi, các ứng dụng blog, forum, các báo cáo trạng thái với rollup...

### Giao diện người dùng
Giao diện của TWiki hoàn toàn có thể tùy biến được gồm các mẫu template, chủ đề theme và CSS bởi người dùng. Nó cũng hỗ trợ nhiều ngôn ngữ khác nhau('I18n'), với nhiều bộ ký tự, UTF-8 URL, và giao diện người dùng đã được dịch sang tiếng Trung Quốc, Séc, Đan Mạch, Hà Lan, Pháp, Đức, Ý, Nhật Bản, Ba Lan, Bồ Đào Nha, Nga, Tây Ban Nha và Thụy Điển.

## Triển khai TWiki
TWiki chủ yếu được sử dụng tại công sở như một wiki công ty để phối hợp các hoạt động nhóm, các dự án theo dõi, thực hiện tiến trình công việc và như một Wiki Intranet. Cộng đồng TWiki ước tính có khoảng 40.000 trang web wiki của công ty vào tháng 3/2007, và 20.000 trang web TWiki công cộng.
Khách hàng TWiki bao gồm các công ty thuộc nhóm Fortune 500 như Disney, Google, Motorola, Nokia, Oracle và Yahoo, cũng như trong các doanh nghiệp vừa và nhỏ, và DHL. TWiki cũng từng được sử dụng để tạo ra các trang cộng tác, chẳng hạn như wiki FutureMelbourne của thành phố Melbourne, nơi người dân có thể góp ý về kế hoạch tương lai của thành phố.

## Thực hiện
TWiki được lập trình bằng Perl. Các trang wiki được lưu trữ trong các tập tin văn bản đơn giản. Tất cả mọi thứ, bao gồm các meta như các cài đặt kiểm soát truy cập, là phiên bản kiểm soát sử dụng RCS. RCS là tùy chọn vì tất cả hệ thống kiểm soát phiên bản Perl đã được cung cấp.
Các lớp TWiki khá tốt mặc dù nó sử dụng các tập tin văn bản đơn giản và không có cơ sở dữ liệu quan hệ để lưu trữ dữ liệu trang web. Nhiều cài đặt TWiki của các công ty có hàng trăm ngàn trang và hàng chục ngàn người sử dụng. Cân bằng tải và bộ nhớ đệm có thể được sử dụng để cải thiện hiệu suất trên các trang web có lưu lượng truy cập cao.

TWiki có các tính năng cơ sở dữ liệu được xây dựng trong engine. Một TWiki Form được đính kèm vào một trang như là meta data. Form này trình bày một bản ghi cơ sở dữ liệu. Một tập hợp các trang chia sẻ cùng một loại cách thức xây dựng một bảng cơ sở dữ liệu. Một tìm kiếm đã định sẵn with a SQL-like query có thể được nhúng vào một trang để xây dựng bản trình bày dữ liệu động từ nhiều trang. Điều này cho phép xây dựng các [ [ ứng dụng wiki]] và tạo nên khái niệm TWiki của một wiki có cấu trúc.

## Lịch sử phát hành TWiki
- ngày 23 tháng 7 năm 1998: Phiên bản đầu tiên, dựa trên JosWiki, một ứng dụng được tạo ra bởi Markus Peter và Dave Harris[18][19]
- ngày 1 tháng 5 năm 2000: TWiki Release 1 tháng 5/2000
- ngày 1 tháng 12 năm 2000: TWiki Release 1 tháng 12/2000
- ngày 1 tháng 9 năm 2001: TWiki Release 1 tháng 9/2001
- ngày 1 tháng 12 năm 2001: TWiki Release 1 tháng 12/2001 ("Athens")
- ngày 1 tháng 2 năm 2003: TWiki Release 1 tháng 2/2003 ("Beijing")
- ngày 1 tháng 9 năm 2004: TWiki Release 1 tháng 9/2004 ("Cairo")
- ngày 1 tháng 2 năm 2006: TWiki Release 4.0.0 ("Dakar")
- ngày 16 tháng 1 năm 2007: TWiki Release 4.1.0 ("Edinburgh")
- ngày 22 tháng 1 năm 2008: TWiki Release 4.2.0 ("Freetown")
- ngày 2 tháng 9 năm 2009: TWiki Release 4.3.2 ("Georgetown")
- ngày 10 tháng 6 năm 2010: TWiki Release 5.0 ("Helsinki")
- ngày 20 tháng 8 năm 2011: TWiki Release 5.1 ("Istanbul")

## Các phân nhánh của TWiki
Các phân nhánh của TWiki bao gồm:
- 2001: Spinner Wiki (đã từ bỏ)
- 2003: O'Wiki (đã từ bỏ)
- 2008: Foswiki, xuất hiện vào tháng 10 năm 2008 khi một tranh cãi về định hướng tương lai của dự án không thể giải quyết,[20][21] kết quả là sự ra đi của nhiều cộng đồng TWiki bao gồm cả đội ngũ phát triển cốt lõi[22]